# Monte Gordo
Monte Gordo är en turistort vid Portugals sydkust (Algarvekusten), 4 km sydväst om staden Vila Real de Santo António vid spanska gränsen.
Själva Monte Gordo är en småstad (vila) och kommundel (freguesia) i kommunen Vila Real de Santo António.
Monte Gordo är kand som badort med en lång sandstrand med slät och jämn sandbotten.

## Bilder

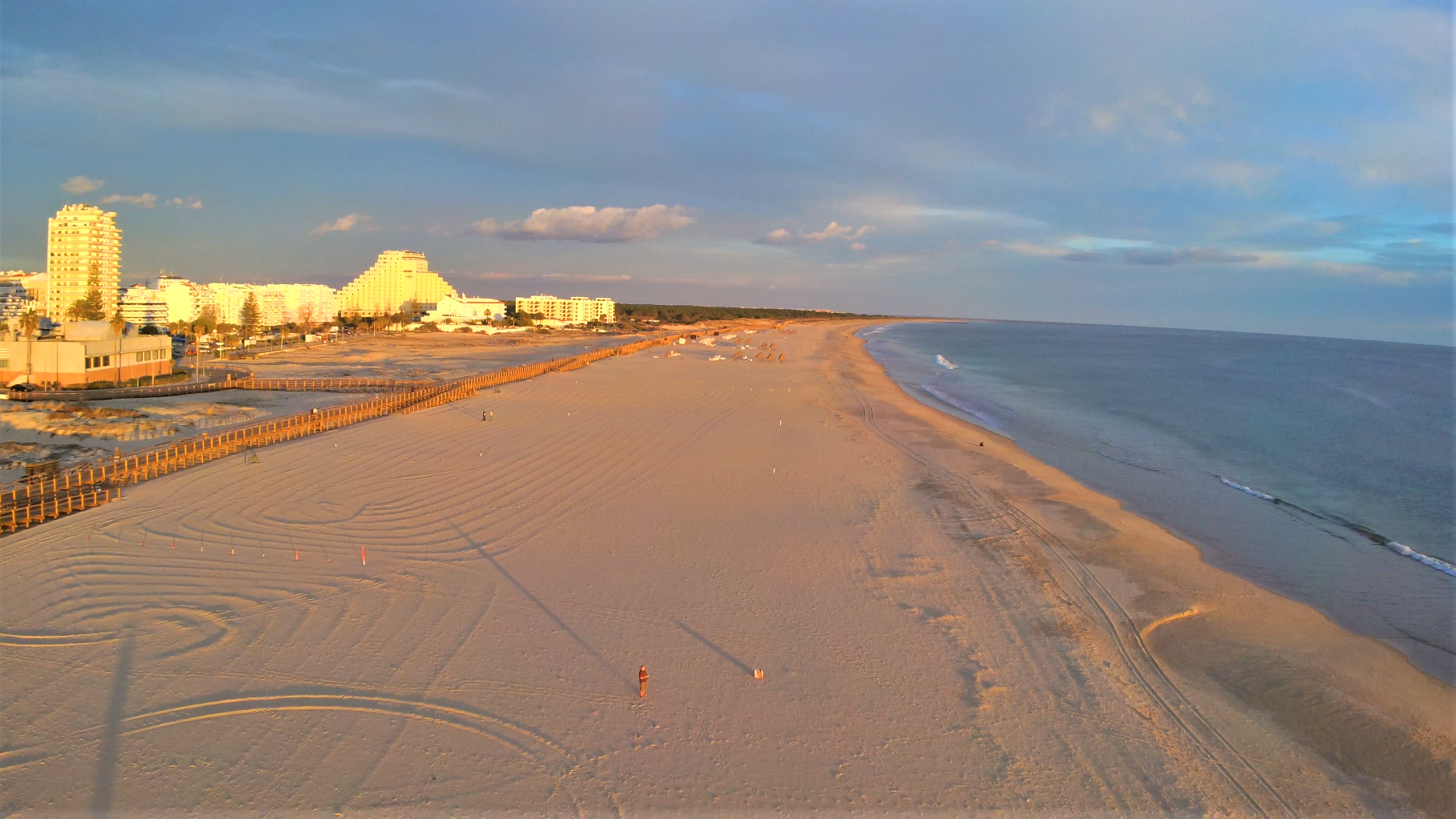
Badstranden Praia de Monte Gordo – utsikt mot öster
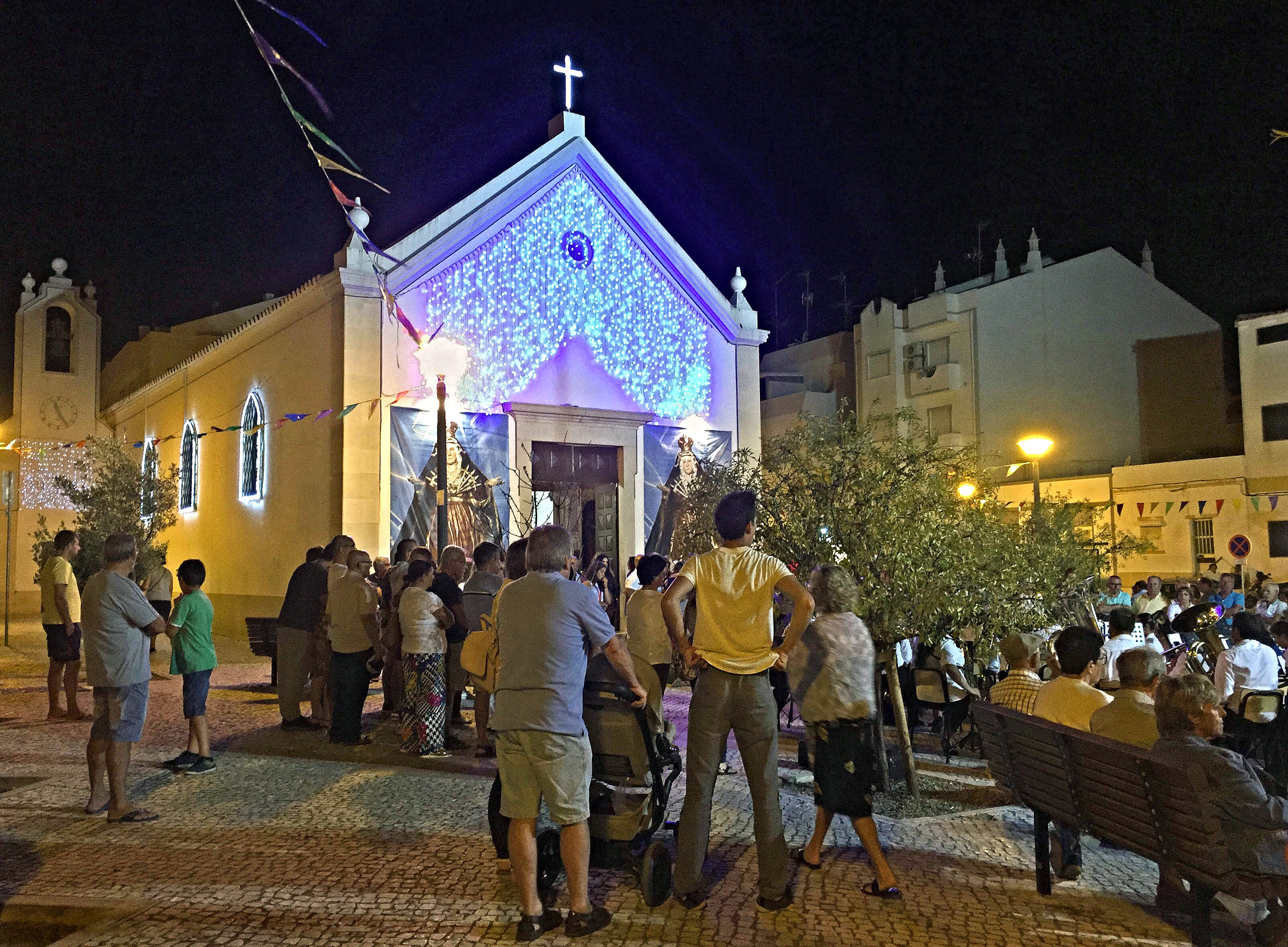
Kyrkan i Monte Gordo
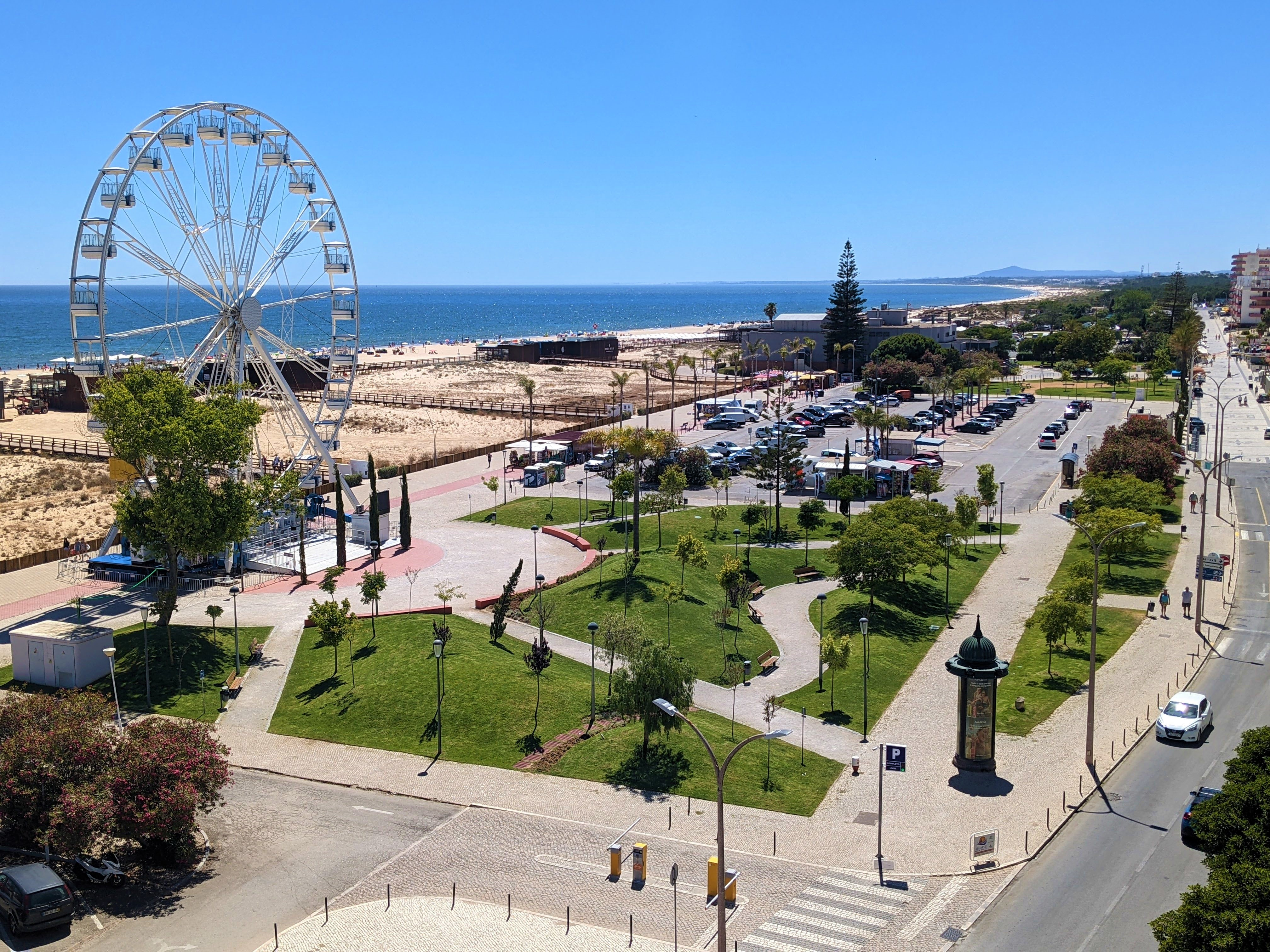
Strandavenyn
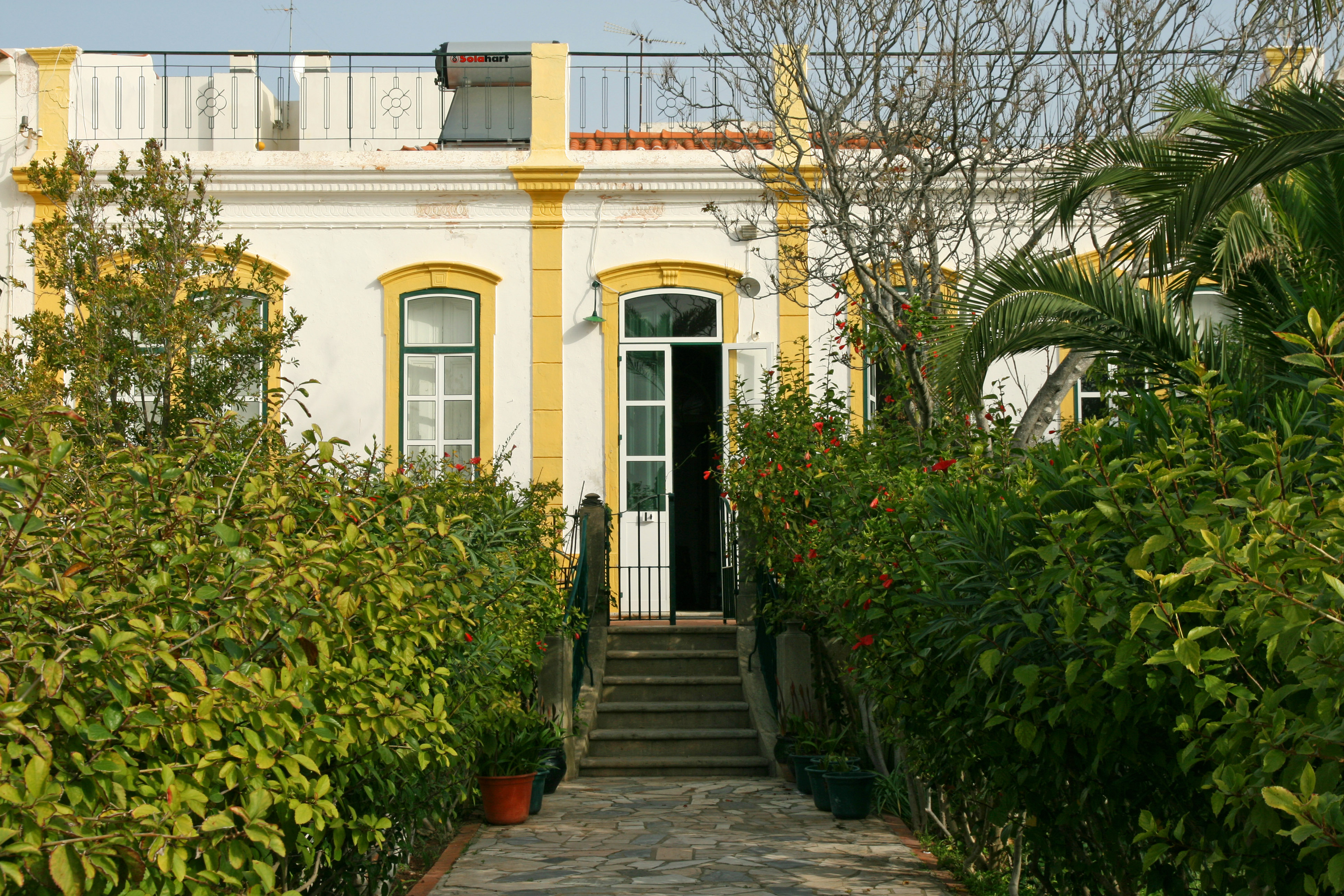
Traditionellt hus